# Willem Craeyvanger
|                      |                        |
| Willem Craeyvanger   | Christine van der Wart |
|                      |                        |
| Jan Craeyvanger      | Willem Craeyvanger     |
|                      |                        |
| Reijnder Craeyvanger | Engel Craeyvanger      |
|                      |                        |
| Peter Craeyvanger    | Gerrit Craeyvanger     |
|                      |                        |
| Lijsbeth Craeyvanger | Naleke Craeyvanger     |

Willem Craeyvanger (Arnhem, ca. 1616 – aldaar, na ca. 1666) was een lakenkoopman en rentmeester te Arnhem. Hij is bekend geworden door de in zijn opdracht vervaardigde portrettengalerij van zijn gezin.

## Leven en werk
Willem Craeyvanger werd rond 1616 geboren als zoon van Johan (Jan) Craeyvanger (ca. 1574–1625) en Naleken Sluijsken (ca. 1570–?). Hij trouwde op 20 september 1639 met Christine van der Wart (ca. 1620–ca. 1666), die eveneens van protestantsen huize was. Ze kregen negen kinderen, van wie acht de geboorte overleefden:
1. Jan Craeyvanger (ca. 1641 (gedoopt 7 september 1641) - 'jong gestorven')
2. Willem Craeyvanger (ca. 1643 (gedoopt 31 oktober 1643) – ca. 1711)
3. Reijnder Craeyvanger (ca. 1645 (gedoopt 24 juli 1645) - 'jong gestorven')
4. Engel Craeyvanger (ca. 1649 (gedoopt 16 mei 1649 – ?)
5. Peter Craeyvanger (ca. 1650 (gedoopt 31 juli 1650) – na 1670)
6. Gerrit Craeyvanger ((4 december 1651 – ca. 1674)
7. Lijsbeth Craeyvanger (ca. 1653 (gedoopt 20 januari 1653) – ?)
8. Naleke Craeyvanger (ca. 1655 (gedoopt 4 april 1655) - 1676)

### Welstand
Willem Craeyvanger was een succesvol lakenkoopman die zo in welstand leefde, dat hij zijn uitgebreide gezin kon laten portretteren. Naast zijn koopmanschap was Willem Craeyvanger van 1647 tot 1666 lid van de Nicolaas Broederschap in Arnhem, een liefdadigheidsorganisatie die zich bezighield met armenzorg. Hieruit blijkt dat hij succesvol was, want het rentmeesterschap was een eervolle positie die alleen was weggelegd voor de vooraanstaande burgers. Verder trad hij regelmatig op als gildemeester van het kramersgilde en was hij vanaf 1661 rentmeester van de stad Arnhem.

### Portretten
Het laten schilderen van de familieportretten was meestal een manier om de eigen welvaart te tonen. Het schilderen op zich was een prijzige aangelegenheid. In de jaren 1650 werden alle gezinsleden geportretteerd. Niet zoals gebruikelijk - zeker voor zulke grote gezinnen - als groepsportret, maar afzonderlijk. Dat maakt de portretten bijzonder. De eerste die werd geportretteerd was Willem Craeyvanger zelf. Hij was 35 jaar oud toen hij in 1651 zijn portret in Den Haag liet schilderen door Paulus Lesire. Enkele jaren later waren Christine en de kinderen aan de beurt. Zij werden door Gerard ter Borch en zijn leerling Caspar Netscher geschilderd. Christine was inmiddels ook 35 jaar oud.
Telkens zijn twee portretten als pendant geschilderd, zoals ze ook hiernaast staan afgebeeld. Eerst het echtpaar en vervolgens steeds twee kinderen, naar aflopende leeftijd. De oudsten, Jan en Willem, waren op dat moment zeventien en vijftien jaar oud. Reijnder en Engel, toen dertien en elf, dragen dezelfde kleding als hun oudere broers, maar houden in plaats van een hoed elk een paar leren handschoenen vast. De vier jongste kinderen, Peter, Gerrit, Lijsbeth en Naleke, waren respectievelijk acht, zeven, vijf en drie jaar oud. Zij staan alle vier bij een tafel, elk voorzien van andere details. Opvallend is dat Gerrit als enige jongen nog een rok draagt.

### Faillissement
Aan het succes kwam een einde toen Craeyvanger in maart 1666 failliet ging. De bezittingen gingen naar de schuldeisers, met uitzondering van de familieportretten, waaraan kennelijk geen waarde werd gehecht. Kort na het faillissement overleed Christine, enige tijd later ook Willem; zijn sterfdatum is onbekend.

## Vererving
De portretten werden na het overlijden van Willem geërfd door zijn tweede zoon en naamgenoot Willem. Die trouwde in 1670 met Maria van Ommen. Zij kregen zeven kinderen en via hun afstammelingen zijn de portretten tot in de 21e eeuw verder vererfd.
De schilderijen zijn 350 jaar in familiebezit gebleven bij successievelijk de volgende eigenaren:
- Willem Craeyvanger (1616-?), Arnhem;
- Zijn tweede zoon Willem Craeyvanger (1643-1711);
- Zijn tweede zoon Gijsbert Craeyvanger;
- Zijn tweede zoon Gijsbert Craeyvanger, Utrecht;
- Zijn derde zoon Willem Craeyvanger;
- Zijn tweede zoon Lodewijk Craeyvanger (1788-1859), Utrecht;
- Zijn oudste zoon Willem Craeyvanger (1820-1873), Deventer;
- Zijn oudste dochter Louise Maria Craeyvanger (1854-1924), Naumburg a / d Saale;
- Haar zus Jacoba Theodora Craeyvanger (1856-1938), Naumburg a / d Saale;
- Marie Louise Craeyvanger (1824-1908) die in 1854 trouwde met Hendrik Lodewijk Maurits Luden (1828-1903);
- Haar kleindochter Marie Louise van Limburg Stirum-Luden (1886-1962), Olst;
- Haar zonen S.J. graaf van Limburg Stirum (1913-1998) en J.M. graaf van Limburg Stirum (1916-1978), beiden met nageslacht.
- Kinderen van de laatstgenoemde, die het landhuis Spijkerbosch bij Boskamp (Olst-Wijhe) bewoonden, waar de portretten laatstelijk hingen.[11]

## Verwerving
Dat de schilderijen bestonden was slechts in kleine kring bekend. Op 6 mei 2009 werden ze in drie kavels op een veiling bij Christie's te koop aangeboden. De verzameling kon toch bijeen blijven doordat alle tien portretten (voor in totaal € 879.000) werden verworven door één partij, de Amerikaanse zakenman Thomas S. Kaplan, eigenaar van The Leiden Collection.

## Tentoonstellingen
Sinds de opname in 2009 in The Leiden Collection wordt de portretreeks van de familie Craeyvanger regelmatig beschikbaar gesteld voor exposities:
- 10 februari 2010 - 16 januari 2011, De hele familie Craeyvanger, Mauritshuis (Den Haag)[16]
- 2 maart 2011 - 12 februari 2012, Familie Craeyvanger, Museum Het Valkhof (Nijmegen)
- 21 februari – 10 juni 2012, onderdeel van Where darkness meets light: Rembrandt and his contemporaries: the Golden Age of Dutch art, Sakıp Sabancı Museum (Istanboel)
- 28 oktober 2012 - 17 februari 2013, Die Craeyvangers – Porträts einer holländischen Familie, Suermondt-Ludwig-Museum (Aken)[17]
- 22 februari 2013 - 15 september 2013, De hele familie Craeyvanger, Bonnefantenmuseum (Maastricht)[18]
- 29 september 2013 - 17 augustus 2014, Gerard ter Borch, Caspar Netscher, Paulus Lesire - De Familie Craeyvanger, Museum de Fundatie (Zwolle)[19]